# Visitandinnenkerk (Warschau)
De Visitandinnenkerk (Pools: Kościół Wizytek) of Sint-Jozefkerk (Pools: Kościół Opieki św. Józefa) is een rooms-katholiek kerkgebouw in Warschau. De kerk is aan Sint-Jozef gewijd en maakt deel uit van het historische kloostercomplex van de Orde van Maria Visitatie. Het kerkgebouw behoort tot de belangrijkste sacrale bouwwerken van Warschau en dateert uit de 18e eeuw. De basiliek is een van de weinige bouwwerken in de binnenstad van Warschau die tijdens de Tweede Wereldoorlog niet werd verwoest. De vele kunstwerken die in de kerk gedurende de loop der eeuwen werden verzameld zijn hier nog altijd aanwezig.

## Geschiedenis
Een eerste houten kerk werd in 1651 opgericht door koningin Maria Ludovica Gonzaga voor de Franse Orde van Maria Visitatie. Deze kerk werd platgebrand door de Zweden tijdens de Zondvloed. De zusters Visitandinnen begonnen in 1664 met de bouw van een nieuwe kerk, waarvoor de eerste steen werd gelegd door Wacław Leszczyński (1605-1666), prins-bisschop van Ermland en primaat van Polen. Het niet voltooide kerkgebouw brandde echter in 1695 af.
De huidige, laat-barokke kerk werd naar een ontwerp van Karol Antoni Bay opgericht. De bouw ervan begon op 28 augustus 1728 en werd in eerste instantie gefinancierd door Elżbieta Sieniawska, een adellijke dame en een van de meest machtige en invloedrijkste vrouwen van het Pools-Litouwse Gemenebest. Door latere financiële problemen liep de bouw grote vertraging op. Pas in 1754 kwam de kerk gereed en in 1765 werd ook het interieur voltooid.
Op 15 augustus 1761 werd in de kerk voor het eerst een heilige mis gevierd en op 20 september van dat jaar volgde de kerkwijding door bisschop Józef Andrzej Załuski.

## Interieur

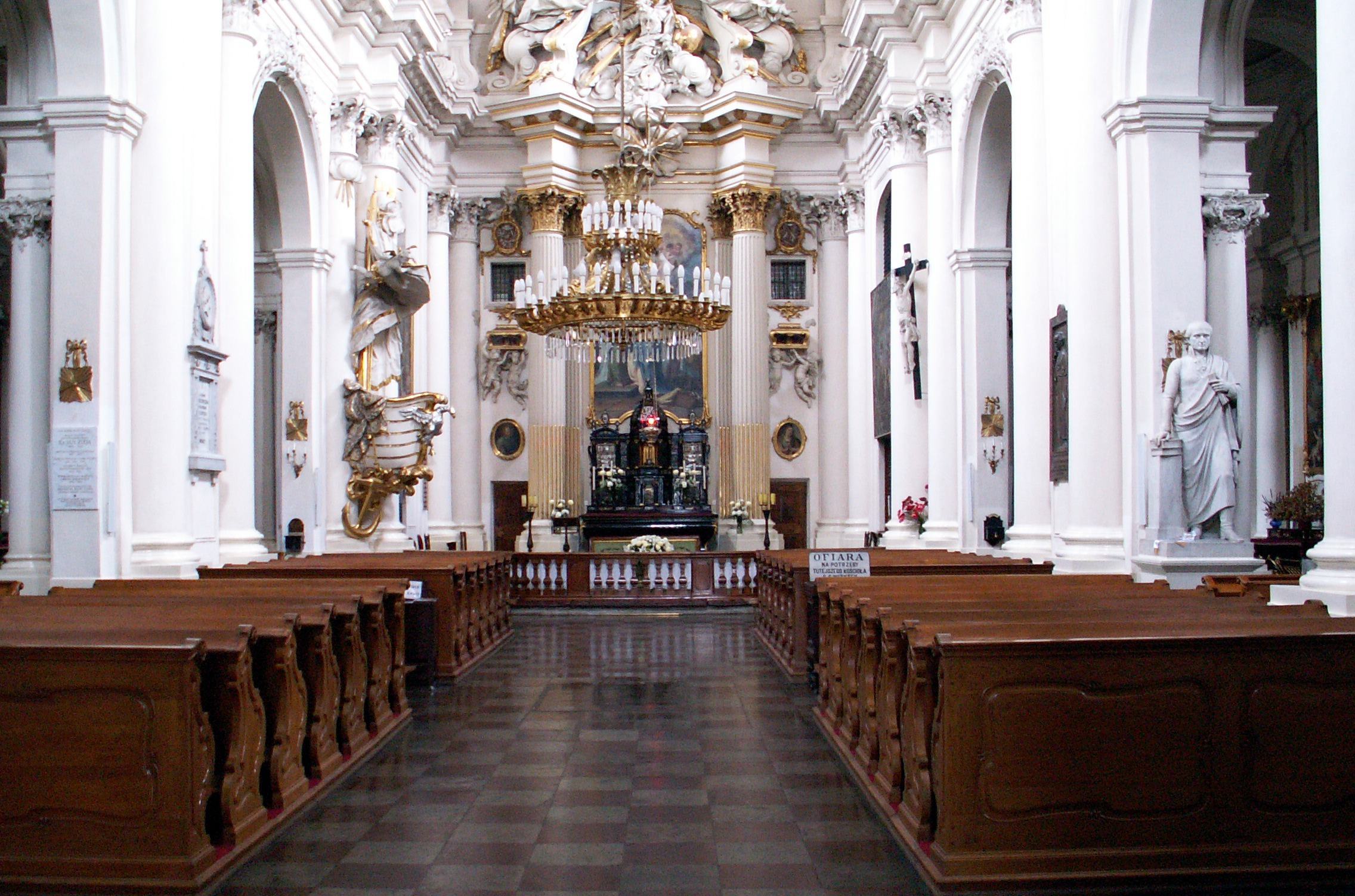
Interieur

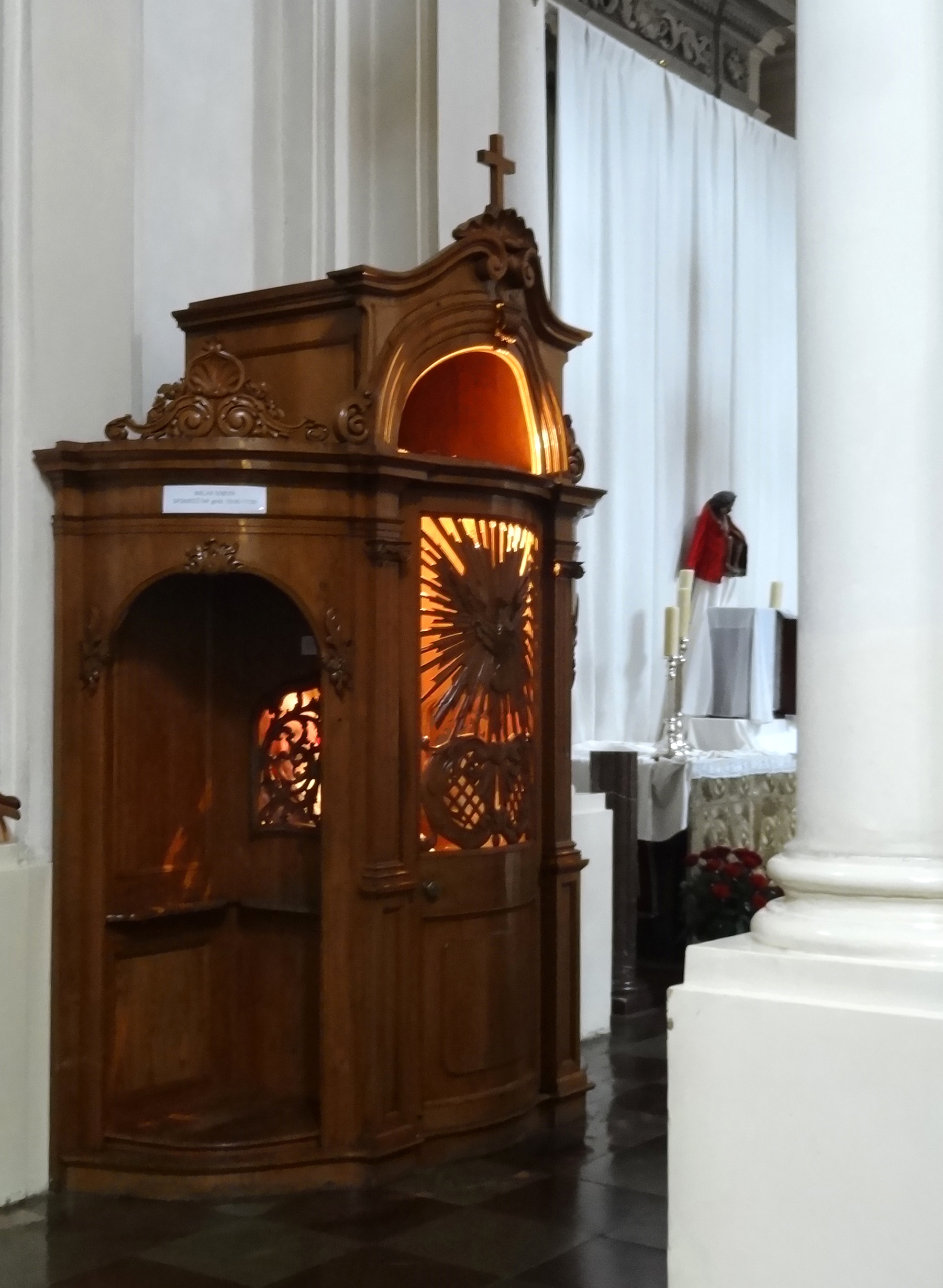
Een houten biechtstoel op Stille Zaterdag met het licht aan, wat aangeeft dat de priester binnen klaar is om te horen
biechten

Het interieur is eveneens in de laat-barokke stijl ingericht. Het hoofdschip wordt ruim van daglicht voorzien en heeft een ritmische zuilenverdeling. De beide zijschepen hebben de vorm van zes naar het hoofdschip geopende kapellen die voorzien zijn van ovale koepels.
Het hoogaltaar werd ontworpen door de Duitse architect Ephraim Schröger. Aan weerszijden dragen een zuil en een scheef naar het hoogaltaar inspringend pilaster met vergulde Korinthische kapitelen een breed, horizontaal lijstwerk waarop een beeldengroep van een zegenende God de Vader onder een luifel omringd door engelen en putti naar voren springt. Het tabernakel van ebbenhout is van Franse herkomst en werd in 1654 door Maria Ludovica Gonzaga geschonken. Het is als een kleine kerk vormgegeven en stamt nog uit de eerdere kerk. Vermoedelijk stond het tabernakel ooit in de kapel van Villa Regia. Aan de zilveren panelen in het tabernakel werkte de goudsmid Hermann Potthoff mee. Het altaarschilderij uit het einde van de 18e eeuw stelt het bezoek van Maria aan haar nicht Elisabeth voor en is een kunstwerk van de Poolse schilder Tadeusz Kuntze-Konicz.
De rococo-kansel is uitgevoerd in de vorm van een schip (het ontwerp is eveneens van Ephraim Schröger), het symboliseert het navis ecclesiae dat ondanks stormen en orkanen standvastig blijft navigeren. Aan de boeg van de kanselkuip hangt een zilveren adelaar.
Boven de ingang tot de sacristie in het rechter schip bevinden zich de portretten van koning Jan II Casimir en koningin Maria Ludovica. Het schilderij van de "Bewening van Christus" van Jan Reisner (1655–1713) dateert uit 1695. Andere belangwekkende schilderwerken in de kerk zijn "Aloysius Gonzaga" van Daniel Schultz, "Sint-Franciscus van Sales" van Szymon Czechowicz en "Sint-Anna onderwijst Maria" van Franciszek Lekszycki.

## Frédéric Chopin en Jan Twardowski
Tijdens schoolmissen speelde de nog jonge Frédéric Chopin op het orgel in de kerk. In de jaren 1960 werkte hier de bekende dichter Jan Twardowski als proost.